# Писарев, Виктор Евграфович
Ви́ктор Евгра́фович Пи́сарев (1882—1972) — советский биолог-селекционер, генетик, профессор, Герой Социалистического Труда (1962), лауреат Сталинской премии (1951).

## Биография
Родился 11 ноября 1882 года в Иркутске. В 1906 году окончил Казанский университет, затем Петровскую сельскохозяйственную академию в Москве. Вернувшись в Иркутскую губернию, организовал первое в Сибири Баяндаевское опытное поле, а позже — Тулунскую сельскохозяйственную опытную станцию. С 1913 по 1921 год В. Е. Писарев являлся директором этой станции. Здесь им были выведены новые сорта сельскохозяйственных растений, которые получили широкое распространение в Сибири, так как приносили устойчивые урожаи: озимая рожь Тулунская зелёнозерновая, яровая пшеница Балаганка 81/4, яровой ячмень Червонец, овёс Тулунский 86/6.
Будучи членом Иркутского сельскохозяйственного общества, в 1916 году вошёл в состав комиссии по редактированию журнала «Иркутский хозяин».
14 октября 1917 года В. Е. Писарев был зарегистрирован Окружной избирательной комиссией как кандидат в члены Учредительного собрания от сибирских областников-автономистов и Иркутской трудовой народно-социалистической партии.
С 1921 года В. Е. Писарев — научный сотрудник Всесоюзного института прикладной ботаники и новых культур в Ленинграде. 20 мая 1921 года здесь по инициативе Н. И. Вавилова в Детском Селе была открыта Центральная генетическая и селекционная опытная станция, и Писарев стал её первым директором. В июне 1922 года он возглавил экспедицию в Монголию с целью поиска семян злаков, которые произрастали в диком виде, для селекционной работы и выведения новых сортов злаков, пригодных для Сибири. В том же году вышла из печати его монография «Пшеница в Иркутской губернии», а в 1923 году — книга «Очерки истории и современного положения сельскохозяйственного опытного дела в Восточно-Сибирской области». В 1925 году В. Е. Писарев был назначен заместителем директора по научной работе ВИПБиНК. На этом должности он занимался проведением исследовательской работы по методике селекции, выведением сортов, руководил отделом селекции и генетики. Одним из итогов его научных работ стала книга «Селекция на урожайность».
В 1933 году В. Е. Писарев был арестован и 10 августа 1933 года Особым совещанием при коллегии ОГПУ приговорён к трём годам исправительно-трудовых работ как участник «Трудовой крестьянской партии». Был отправлен в Ухтпечлаг, в феврале 1934 года переведён в Сиблаг, но в том же году досрочно освобождён из лагеря.
В 1934 году пришёл на работу в Научно-исследовательский институт сельского хозяйства центральных районов Нечернозёмной зоны в Подмосковье. Работая в НИИ, занимался разработкой вопроса о биологических минимумах яровой пшеницы в условиях Нечернозёмной зоны.
В 1941 году В. Е. Писаревым был получен первый тритикале от скрещивания озимой пшеницы с озимой рожью, который явился источником дальнейших скрещиваний. В. Е. Писарев привлекал к скрещиванию зимостойкие сорта пшеницы и ржи, однако они не отличались высокой продуктивностью. На базе ярового пшенично-ржаного амфидиплоида АД-20 Писарева начиналась и селекция тритикале в Канаде, где были достигнуты большие успехи и где впервые в мире был районирован сорт Рознер.
В. Е. Писаревым опубликовано около 120 работ: «Биологические минимумы культуры яровой пшеницы в условиях Нечернозёмной зоны», «Селекция яровой пшеницы на устойчивость к фузариозу», «Селекция высокобелковых и сильных пшениц», «Озимую пшеницу — на Восток» и многие другие.
В своё время вместе с профессорами В. В. Талановым, Н. И. Вавиловым В. Е. Писарев поддержал работы Лысенко.
В 1951 году заведующему лабораторией Института зернового хозяйства нечернозёмной полосы В. Е. Писареву была присуждена Сталинская премия 3-й степени за выведение нового высокоурожайного сорта яровой пшеницы «Московка».
Жил в Москве. Умер 5 апреля 1972 года на 90-м году жизни.

## Награды и звания
- Герой Социалистического Труда + золотая «медаль «Серп и Молот»» (21.12.1962) — за многолетний плодотворный труд и в честь 80-летия со дня рождения вручением ордена Ленина
- 2 ордена Ленина:
  - 12.06.1954 — за выслугу лет и безупречную работу
  - 21.12.1962 — к званию Герой Социалистического Труда